# Ніколюк Микола Іванович
Ніколюк Микола Іванович (26 серпня 1947 — 14 вересня 2012) — актор, режисер, педагог і сценарист, режисер-постановник Вінницького обласного академічного театру ляльок, Заслужений артист України.

## Життєпис
Батько був етнічним німцем.[недоступне посилання] Перед війною, побоюючись репресій, він утік до фатерланду і став там військовим. Мати, поки розшукувала його, працювала на заводі — начиняла бомби. Потім жила у батькової тітки, а тато служив. Вжитися вони не змогли. Повернулася вона додому, в село Малий Митник під Хмільником, у 1947 році вже вагітною, і тут народився Микола.
Із восьмого класу з друзями влаштовував у сільському клубі концерти, ставив сценки. Сам складав репертуар, малював афіші, друкував квитки і продавав їх. Їздили і по околишніх селах на велосипедах з «гастролями».
Після школи працював у Хмільнику в райхарчокомбінаті. Заочно вчився у народному університеті ім. Крупської у Москві, закінчив відділення режисури. А в 1966 році пішов служити до армії. Миколі доручили проголошувати промову від імені призовників перед командуванням. Там його помітили і забрали служити в Москву. Був завідувачем секретного діловодства.
Після армії хотів влаштуватися завклубом у селі, але його не брали, бо не вмів грати на баяні. Тоді він і згадав про театр ляльок. Пропрацював там два з половиною роки, встиг зіграти за цей час у п'яти виставах по чотири-п'ять ролей. Працювали тоді постійно на виїзді, квартири не було. І поїхав Микола у Рибінськ Ярославської області, де обіцяли квартиру. У Ярославлі закінчив вище театральне училище.
Жив Микола Іванович у Рибінську 14 років, там одружився, народився син Максим. Потім прийшла звістка від друзів з Вінниці, що у театрі ляльок є вакансія режисера-постановника. Вирішив повертатися. Дружина на той час очолювала податкову інспекцію Рибінська і зриватися з місця не захотіла. Поїхав Ніколюк сам. Спочатку подружжя провідувало одне одного, а потім дружина раптово померла. Було їй усього сорок років. Сина забрали до себе родичі дружини, та не самого, а з нареченою — він одружився рано, у 18 років. Є дві онучки. Зараз його син працює в Москві, у науково-космічному центрі головним спеціалістом з електронної апаратури. Спочатку він, правда, хотів бути артистом, але мати сказала, що з неї досить і одного.
У Вінницю Микола Іванович повернувся в 1985 році, встиг попрацювати і режисером-постановником, і головним режисером. І ролі, і звання заслуженого артиста — усе якось приходило само. А на сцені працював більше 40 років. У його доробку понад 100 ролей, більше 30 яскравих спектаклів і видовищ для дітей.
Увечері 11 вересня 2012, повертаючись додому у Калинівку, він потрапив в аварію. 14 вересня, так і не прийшовши до свідомості, Микола Іванович помер.[недоступне посилання]

## Вподобання
- Улюблена страва: екзотичні салати.
- Улюблений письменник: Гоголь.
- Улюблений фільм: «Брати Карамазови».
- Улюблена музика: класична, від Баха до Шнітке.